# لکرکرک
لکرکرک (به هلندی: Lekkerkerk) یک منطقهٔ مسکونی در هلند است که در کریمپنروارد واقع شده‌است. لکرکرک ۸٬۰۰۰ نفر جمعیت دارد.